# Saint-Amé
Saint-Amé är en kommun i departementet Vosges i regionen Grand Est (tidigare regionen Lorraine) i nordöstra Frankrike. Kommunen ligger i kantonen Remiremont som tillhör arrondissementet Épinal. År 2022 hade Saint-Amé 2 140 invånare.

## Befolkningsutveckling
Antalet invånare i kommunen Saint-Amé
| Referens: INSEE |